# 岡田緑が丘
岡田緑が丘（おかだみどりがおか）は、愛知県知多市にある地名。丁番を持たない単独町名である。

## 地理
知多市の中央部に位置し、北が新知、他が岡田と接している。

## 歴史
- 2008年（平成20年）7月26日 - 土地区画整理事業の換地処分に伴い、岡田の一部の字を分離し、岡田緑が丘を設置[1]。

### 町名の変遷
| 実施後     | 実施年月日                | 実施前（各町名ともその一部）                                                   |
| ---------- | ------------------------- | ------------------------------------------------------------------------------ |
| 岡田緑が丘 | 2008年（平成20年）7月26日 | 岡田字池ノ脇・字朱人ケ根・字西無常道・字東無常道・南池ノ脇・字向屋敷・字西焼田 |

## 世帯数と人口
2019年（令和元年）6月1日現在の世帯数と人口は以下の通りである。
| 町丁       | 世帯数  | 人口  |
| ---------- | ------- | ----- |
| 岡田緑が丘 | 198世帯 | 686人 |

### 人口の変遷
国勢調査による人口の推移
| 2010年（平成22年） | 570人 | [ 6 ] |  |
| 2015年（平成27年） | 656人 | [ 7 ] |  |

## 小・中学校の学区
市立小・中学校に通う場合、学区は以下の通りとなる。
| 番・番地等 | 小学校             | 中学校             |
| ---------- | ------------------ | ------------------ |
| 全域       | 知多市立岡田小学校 | 知多市立知多中学校 |

## 施設
- 知多市子育て総合支援センター
- 知多市立岡田西保育園

## その他

### 日本郵便
- 郵便番号 : 478-0028[4]（集配局：知多郵便局[9]）。